# Exideuil-sur-Vienne
Exideuil-sur-Vienne ist eine französische Gemeinde mit 1028 Einwohnern (Stand 1. Januar 2022) im Département Charente in der Region Nouvelle-Aquitaine; sie gehört zum Arrondissement Confolens und zum Kanton Charente-Vienne.
Die ursprünglich mit dem Namen Exideuil bezeichnete Gemeinde änderte ihre Bezeichnung mit Erlass N° 2018-956 vom 5. November 2018 auf den aktuellen Namen Exideuil-sur-Vienne.

## Lage
Nachbargemeinden von Exideuil-sur-Vienne sind 
- Chirac im Norden,
- Chabanais im Osten,
- Saint-Quentin-sur-Charente im Süden,
- Terres-de-Haute-Charente mit Suris im Südwesten und La Péruse im Westen,
- Manot im Nordwesten.

## Bevölkerungsentwicklung
| Jahr      | 1962 | 1968 | 1975 | 1982 | 1990 | 1999 | 2007 | 2016 |
| Einwohner | 1116 | 1135 | 1212 | 1115 | 1039 | 1015 | 1053 | 1025 |

## Sehenswürdigkeiten
- Schloss La Chétardie (Monument historique)
- Pfarrkirche Saint-André

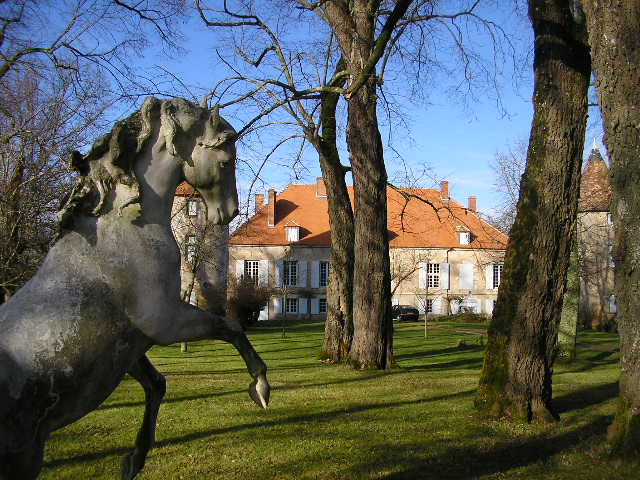
Schloss La Chétardie
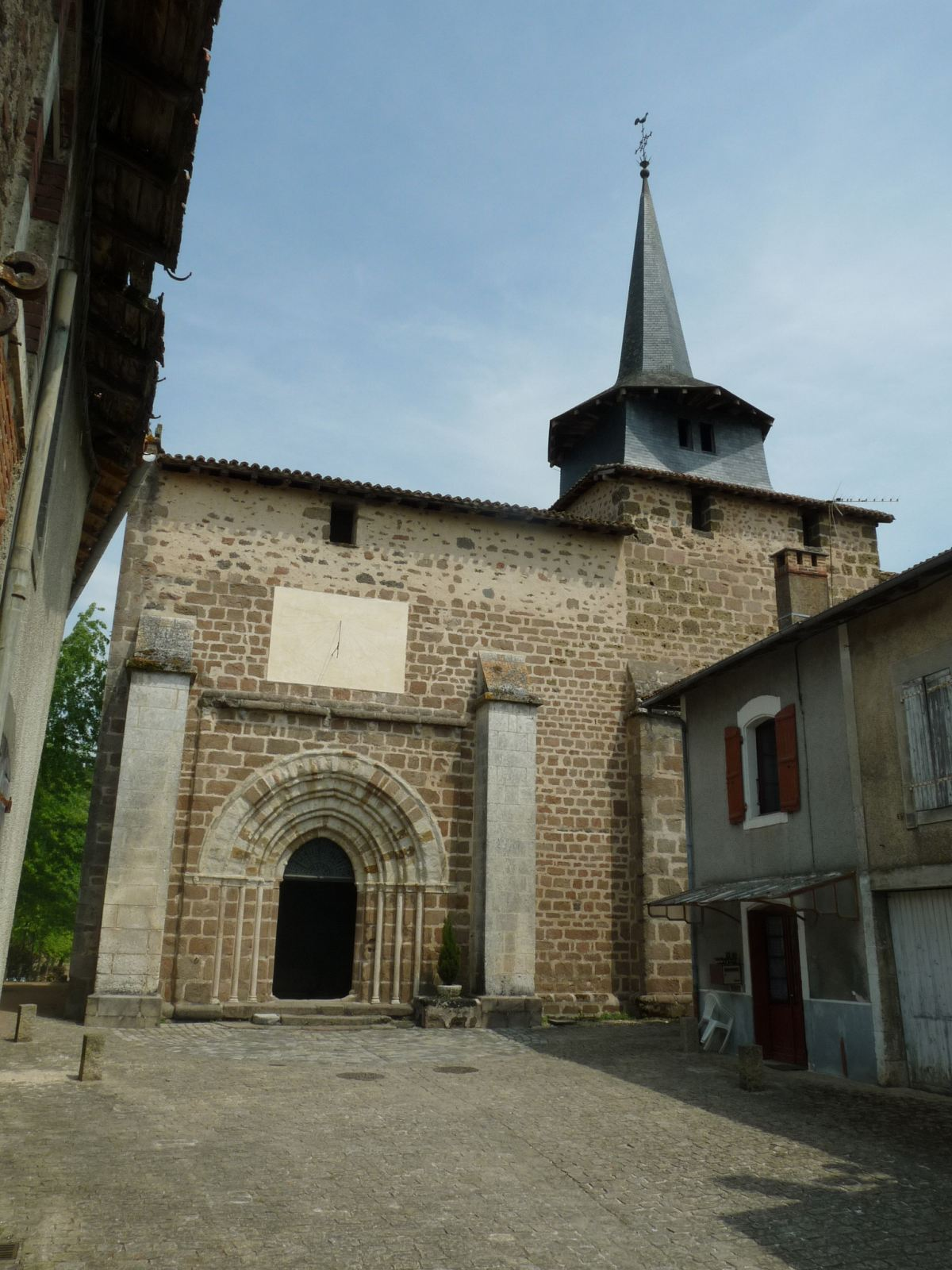
Kirche Saint-André

## Persönlichkeiten
- Françoise Gascelin, Dame des Hayes-Gascelin, de Chanzeaux et de La Chétardie, 1449 bezeugt
- Jacques Joachim Trotti de La Chétardie (1705–1759), organisierte den Staatsstreich der Zarin Elisabeth 1741